# Megalópolis (película)
Megalópolis (en inglés, Megalopolis: A Fable) es una película de ciencia ficción dramática épica estadounidense de 2024 escrita, dirigida y producida por Francis Ford Coppola. Cuenta con un reparto coral que incluye a Adam Driver, Giancarlo Esposito, Nathalie Emmanuel, Aubrey Plaza, Shia LaBeouf, Jon Voight, Laurence Fishburne, Talia Shire, Jason Schwartzman, Kathryn Hunter, Grace VanderWaal, Chloe Fineman, James Remar, D. B. Sweeney y Dustin Hoffman. Ambientada en unos Estados Unidos modernos imaginarios, sigue al visionario arquitecto Cesar Catilina (Driver) mientras se enfrenta al corrupto alcalde Franklyn Cicero (Esposito) para determinar cómo reconstruir la metrópolis de Nueva Roma después de un desastre devastador. La película hace referencia a los personajes implicados en la Conjuración de Catilina del 63 a. C., entre ellos Catilina y Cicerón, además de César.
En desarrollo durante décadas, Megalopolis surgió del deseo de Coppola de hacer una película que estableciera paralelismos entre la caída de Roma y el futuro de los Estados Unidos al ambientar los acontecimientos de la conspiración de Catilina en la ciudad de Nueva York actual. Concibió la idea de la película en 1977 y comenzó a desarrollarla activamente en 1983, reuniendo notas para un futuro guion. Los preparativos para una película basada en su concepto inicial se concretaron en 1989 para filmarse en Roma, pero se pospusieron después de que Coppola priorizó otros proyectos para pagar su deuda con Hollywood después de una serie de fracasos de taquilla. Coppola revivió el proyecto en el 2001, organizando lecturas de mesa con actores destacados en Nueva York. Después de los atentados del 11 de septiembre, acontecimiento que recuerda la trama y los temas de la película, Megalópolis quedó nuevamente abandonada. Desanimado por trabajar para el sistema de estudios, Coppola poco después declaró sus intenciones de autofinanciar el proyecto si alguna vez llegaba a realizarse.
Coppola anunció su regreso al cine en el 2019 y, dos años después, vendió una parte de su bodega en California para gastar 120 millones de su propio dinero para financiarlo. Después de un retraso causado por la pandemia de COVID-19, la búsqueda y selección del reparto comenzó en el 2021. La película reunió a Coppola con colaboradores anteriores, incluidos los actores Esposito, Fishburne, Remar, Shire y Sweeney, el director de fotografía Mihai Mălaimare Jr., el director de segunda unidad Roman Coppola y el compositor Osvaldo Golijov. La fotografía principal se llevó a cabo entre noviembre del 2022 y marzo del 2023, en Georgia. Coppola adoptó un estilo experimental que permitía la improvisación durante el rodaje, dejando que los actores escribieran escenas y él mismo hiciera cambios espontáneos en el guion. Estos métodos resultaron divisivos y llevaron a la renuncia del departamento de arte y del equipo de efectos visuales, entre otros, y generaron comparaciones con el historial de producciones desafiantes de Coppola. El rodaje supuestamente terminó antes de lo previsto.
Megalópolis fue seleccionada para competir por la Palma de Oro en el 77.º Festival de Cine de Cannes, donde se estrenó el 16 de mayo de 2024, y polarizó a las críticas. La película tuvo dificultades para conseguir distribución debido a las exigencias financieras de Coppola, y Lionsgate adquirió los derechos nacionales después de que él se comprometió a cubrir los costos de mercadotecnia. En el período previo al estreno, se eliminó un tráiler por utilizar citas inventadas y se hicieron acusaciones de mala conducta en el set contra Coppola, por lo que presentó una demanda por difamación contra Variety por publicitarlas. La película se estrenó en cines en los Estados Unidos el 11 de octubre, y recaudó 14,3 millones de dólares frente a un presupuesto de 120 millones, lo que la convirtió en un fracaso de taquilla.

## Sinopsis
En Nueva York, en un futuro con mucha tecnología y una sociedad estable, César Catilina (Adam Driver) presenta un proyecto para renovar la ciudad, que ha quedado destruida después de un desastre devastador. Una mujer, Julia Cicero (Nathalie Emmanuel), se divide entre la lealtad a su padre, el alcalde Cicero (Giancarlo Esposito), enemigo político de César Catilina, que tiene una visión clásica de la sociedad, y César Catilina, más progresista y más interesado en el futuro.

## Elenco
- Adam Driver como Caesar Catilina
- Nathalie Emmanuel como Julia Cicero
- Giancarlo Esposito como el alcalde Cicero
- Jon Voight como Hamilton Crassus III
- Laurence Fishburne como Fundi Romaine
- Aubrey Plaza como Wow Platinum
- Jason Schwartzman como Jason Zanderz
- Shia LaBeouf como Clodio Pulcher
- Talia Shire como Constance Crassus Catilina
- Grace VanderWaal
- Kathryn Hunter como Teresa Cicero
- James Remar
- Chloe Fineman
- Madeleine Gardella
- Isabelle Kusman
- D. B. Sweeney
- Juan Carlos Flores
- Bailey Ives
- Dustin Hoffman como Nush 'The Fixer' Berman

## Producción

### Primeros intentos

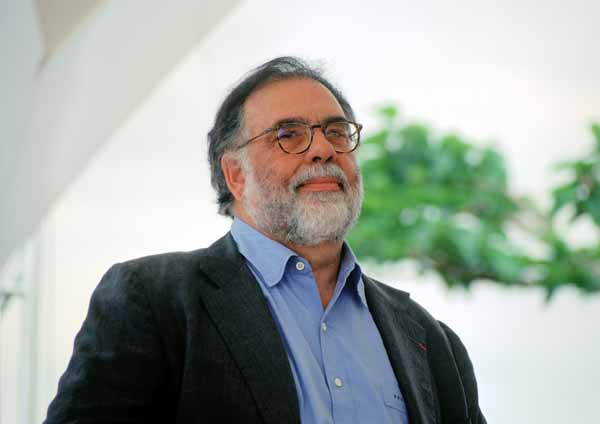
El escritor, director y productor Francis Ford Coppola, en 2001.

Francis Ford Coppola comenzó a escribir Megalopolis en la década de 1980, como un "proyecto de pasión". El actor Rob Lowe declaró que Coppola hablaba sobre el proyecto mientras estaban filmando The Outsiders en 1982. En una entrevista de mayo del 2007 con Ain't It Cool News, Coppola declaró que sus acuerdos para dirigir Drácula, de Bram Stoker (1992), Jack (1996) y The Rainmaker (1997), se hicieron para salir de deudas y financiar Megalópolis. Jim Steranko, quien previamente creó ilustraciones de producción para Drácula, de Bram Stoker, produjo una docena de obras en color para Megalópolis a mediados de la década de 1990 a instancias del director para crear un "panorama arquitectónico de contenido e imágenes".
En el 2001, Coppola comenzó a realizar lecturas de mesa con actores como Russell Crowe, Robert De Niro, Leonardo DiCaprio, Nicolas Cage, Paul Newman, Kevin Spacey, James Gandolfini, Edie Falco y Uma Thurman, y grabó aproximadamente 30 horas de metraje de segunda unidad de la ciudad de Nueva York con Ron Fricke, el cual descartó después de los atentados del 11 de septiembre de 2001. En respuesta a esto, Coppola declaró: "Lo hizo realmente difícil... una película sobre la aspiración a la utopía con Nueva York como personaje principal y luego, de repente, no podías escribir sobre Nueva York sin lidiar con lo que sucedió y las implicaciones de lo sucedido. El mundo fue atacado y yo no sabía cómo tratar de hacer con eso. Lo intenté". Años más tarde, en el 2007, Coppola declaró que había abandonado el proyecto.

### Preproducción
Coppola volvió al proyecto 12 años después, cuando en mayo de 2019 anunció que reanudaría el desarrollo y se acercó a Jude Law y Shia LaBeouf para que realizaran papeles principales. En agosto del 2021 se confirmó que habían comenzado las conversaciones con actores para protagonizar la película; James Caan estaba listo para protagonizar, mientras que Oscar Isaac, Forest Whitaker, Cate Blanchett, Jon Voight, Zendaya, Michelle Pfeiffer y Jessica Lange estaban en etapas de negociación. Para marzo del 2022, la hermana de Coppola, Talia Shire, expresó su interés en unirse al elenco, y se informó que Isaac lo había rechazado. El mes anterior, Coppola mencionó que gastó 120 millones de dólares de su propio dinero y vendió una "parte importante de su imperio vinícola" para producir la película. Para mayo, se informó que el presupuesto era inferior a $100 millones, mientras que Whitaker y Voight fueron confirmados para el elenco, junto a Adam Driver, Nathalie Emmanuel y Laurence Fishburne. El 6 de julio falleció Caan, que todavía estaba en negociaciones para la película. La preproducción comenzó a mediados de julio de 2022 con Mihai Mălaimare Jr. como director de fotografía. En agosto, Aubrey Plaza, Jason Schwartzman, Grace VanderWaal, Kathryn Hunter y James Remar se unieron al elenco, y Shire y LaBeouf también se confirmaron como parte del elenco. Chloe Fineman, Madeleine Gardella, Isabelle Kusman, DB Sweeney, Bailey Ives y Dustin Hoffman se sumaron en octubre. En enero de 2023, se unió Giancarlo Esposito.

### Rodaje
La fotografía principal comenzó en Trilith Studios en Georgia el 1 de noviembre de 2022. Imágenes del set de rodaje con LaBeouf y Emmanuel en Atlanta se publicaron el 8 de noviembre, y estaba prevista para que se terminara en marzo de 2023. La película se filmó originalmente con tecnología OSVP en Prysm Stage, Trilith Studios, pero "a medida que aumentaron los desafíos y los costos de ese enfoque, la producción está intentando cambiar a un enfoque de pantalla verde más tradicional y menos costoso".
Para enero de 2023, la película estaba a la mitad de la filmación cuando los informes indicaron que el presupuesto se disparó más que su precio original de $ 120 millones, que varios periodistas compararon con los problemas de producción de la película Apocalypse Now, de Coppola, de 1979. Debido al "entorno de filmación inestable" informado, se reveló que varios miembros del equipo habían abandonado la película, entre ellos la diseñadora de producción Beth Mickle, el director de arte David Scott y el supervisor de efectos visuales Mark Russell, junto con el resto del equipo de efectos visuales. Coppola y Driver impugnaron el informe, afirmando que, si bien hubo cierta rotación en el equipo, la producción se realizó según el cronograma y el presupuesto y se desarrolló sin problemas. Al mismo tiempo, Mike Figgis dirigió un documental detrás de cámaras sobre la producción de Megalopolis. Driver terminó de filmar su papel a principios de marzo y lo calificó como "una de las mejores experiencias de filmación de (su) vida". La filmación terminó el 30 de marzo de 2023.